# São Felipe d'Oeste
São Felipe d'Oeste è un comune del Brasile nello Stato di Rondônia, parte della mesoregione del Leste Rondoniense e della microregione di Vilhena.